# Аргинбаєва Світлана Робертівна
Світлана Робертівна Аргинбаєва (башк. Светлана Роберт ҡыҙы Арғынбаева; нар. 1966, м. Сібай Башкирської АРСР) — співачка, народна артистка Республіки Башкортостан (2003).

## Біографія
Народилася 8 січня 1966 року в місті Сібай Башкирської АРСР.
Навчалася на вокальному відділенні Уфимського училища мистецтв (клас заслуженого діяча мистецтв РБ А. Х. Чембарісовой).
У 1993 році закінчила Уфимський Державний інститут мистецтв (нині — Уфімська державна академія мистецтв ім. З. Ісмагілова) за фахом «сольний спів» (клас заслуженого працівника культури Росії, народної артистки Башкортостану, професора Р. Г. Галімулліной). З 1993 року працює в оперній трупі Башкирського державного театру опери та балету .
З 1994 по 1997 роки Світлана Робертівна стажувалася в Академії оперного мистецтва в італійському місті Озімо (Італія) у маестро Маріо Мелані, брала майстер класи у Серджо Сегалліні (Франція), Раїни Кабайванска (Болгарія), у 2000 році стажувалася в Академії ім. Дж. Россіні в місті Пезаро (Італія).
Виступала зі співаками: Лео Нуччі (Італія), Раїна Кабайванска (Болгарія), Луїс Ліма (Аргентина), Уоррен Мок (США), диригентами: Анджело Інглезі (Італія), Марко Гвідаріні (Італія), Веннаціо Сорбін (Італія), Хорхе Рубіо (Іспанія), Жак Делакот (Франція).

## Репертуар
- Дорабелла (В.-А. Моцарт «Так чинять усі»)
- Ульріка (Дж. Верді «Бал-маскарад»)
- Кармен (Ж. Бізе «Кармен»)
- Ізабелла (Дж. Россіні «Італійка в Алжирі»)
- Розіна (Дж. Россіні «Севільський цирульник»)
- Сузукі (Дж. Пуччіні «Мадам Батерфляй»)
- Даліла (К. Сен-Санс «Самсон і Даліла»)
- Постума (Ж. Массне «Roma»)
- Шарлотта (Ж. Массне «Вертер»)
- Сільва (І. Кальман «Сільва»)
- Кюнбіке (З. Ісмагілов «Салават Юлаєв»)
- Яубіке (З. Ісмагілов «Шаура»)
- Куйхилу (З. Ісмагілов «Посли Уралу»)

## Концертний репертуар
- Дж. Верді. «Requiem»
- Дж. Россіні. «Stabat Mater»
- Дж. Россіні. «Маленька урочиста меса»
- Н. Джоза. «Requiem» (пам'яті Г. Доніцетті)
- А. Борроні. «Messa di Requiem»

## Нагороди
- Дипломантка Міжнародного конкурсу оперних співаків імені С. Я. Лемешева (Твер) (1992)
- Володарка спеціального призу за краще виконання твору Россіні на Міжнародному конкурсі вокалістів імені Ф. Виньяса в місті Барселоні (Іспанія) (1993). Нагороджена стажуванням в Озимо (Італія).
- Лавреатка III премії Міжнародного конкурсу вокалістів імені Віотті (Іспанія) (1994)
- Заслужена артистка Республіки Башкортостан (1995)
- Народна артистка Республіки Башкортостан (2003)